# Cesarica
Cesarica falu Horvátországban, Lika-Zengg megyében. Közigazgatásilag Karlobaghoz tartozik.

## Fekvése
Zenggtől 55 km-re délkeletre, Karlobagtól 7 km-re északnyugatra Pag-szigettel szemben Velebit-csatorna partján, a 8-as számú főút mentén fekszik.

## Története
A település a falu védőszentjéről Szent Ilonáról kapta a Cesarica (császárnő) nevet, akinek tiszteletére temploma is szentelve van. Templomát 1745-ben építették, plébániáját 1807-ben alapították. Első név szerint említett plébánosa 1810-ben Antun Fabijanić volt. Ebben az időben a települést még nagy erdőségek övezték, mely az itteniek fő bevételi forrását adta. Ennek köszönhető kikötőjének fejlődése is, ahonnan hajókon nagy mennyiségben szállították a fát a városokba főként a házak fűtéséhez. A fa azonban miután már mindent kivágtak a múlt század közepén elfogyott és ez a település hanyatlásához vezetett. A falu iskolája 1888-ban nyílt meg, első tanítója a jablanaci Dundrović úr volt. 1857-ben 404, 1910-ben 764 lakosa volt. A trianoni békeszerződésig Lika-Korbava vármegye Gospići járásához tartozott. Ezt követően előbb a Szerb-Horvát-Szlovén Királyság, majd Jugoszlávia része lett. A második világháború előtt mintegy tíz háza volt. A régi faluval átellenben, a Luka Cesarica-öböl keleti oldala fölött az utóbbi években egy új házakból álló falurész jött létre, a Nova Cesaricaként is ismert Orlovača. 2011-ben 123 lakosa volt. A mai Cesarica sokkal inkább üdülőtelep, mint a hagyományos értelemben vett falu. Gyér lakossága és turistaforgalma miatt elsősorban a csendre, pihenésre vágyóknak alkalmas.

## Lakosság
| Lakosság változása | Lakosság változása | Lakosság változása | Lakosság változása | Lakosság változása | Lakosság változása | Lakosság változása | Lakosság változása | Lakosság változása | Lakosság változása | Lakosság változása | Lakosság változása | Lakosság változása | Lakosság változása | Lakosság változása | Lakosság változása |
| ------------------ | ------------------ | ------------------ | ------------------ | ------------------ | ------------------ | ------------------ | ------------------ | ------------------ | ------------------ | ------------------ | ------------------ | ------------------ | ------------------ | ------------------ | ------------------ |
| 1857               | 1869               | 1880               | 1890               | 1900               | 1910               | 1921               | 1931               | 1948               | 1953               | 1961               | 1971               | 1981               | 1991               | 2001               | 2011               |
| 404                | 544                | 575                | 609                | 672                | 764                | 592                | 671                | 410                | 424                | 363                | 245                | 143                | 115                | 144                | 123                |

## Nevezetességei
Szent Ilona tiszteletére szentelt római katolikus temploma 1745-ben épült. 1745. május 24-én szentelte fel Benzoni modrus-zenggi püspök.